# Agathenzell
Agathenzell ist ein Gemeindeteil der Stadt Rain  im Landkreis Donau-Ries (Regierungsbezirk Schwaben, Bayern).

## Geographie
Die Einöde Agathenzell liegt elf Kilometer südöstlich von Rain in einem Seitental des Unteren Lechrain. Über Gemeindeverbindungsstraßen nach Wächtering und Wallerdorf und die Kreisstraße DON 30 und Kreisstraße DON 33 ist die Einöde mit dem Hauptort verbunden.

## Zugehörigkeit
Agathenzell war ein Gemeindeteil von Wallerdorf und wurde mit dieser Gemeinde am 1. Januar 1975 im Zuge der Gebietsreform in Bayern in die Stadt Rain eingegliedert. Kirchlich gehört das Anwesen zur Katholischen Pfarrei Haselbach im benachbarten Landkreis Neuburg-Schrobenhausen.

## Baudenkmal
Die Katholische Kapelle Sankt Agatha, ein Saalraum mit eingezogenem, dreiseitig geschlossenem Chor, Ecklisenen und Dachreiter, in neugotischen Formen 1899 errichtet, ist in die Denkmalliste eingetragen. Das Kirchlein hatte einen ebenfalls der Ortspatronin geweihten Vorgängerbau.